# Sex-toy
Pour les articles homonymes, voir Sextoy (homonymie).
 (janvier 2020).
Si vous disposez d'ouvrages ou d'articles de référence ou si vous connaissez des sites web de qualité traitant du thème abordé ici, merci de compléter l'article en donnant les références utiles à sa vérifiabilité et en les liant à la section « Notes et références ».

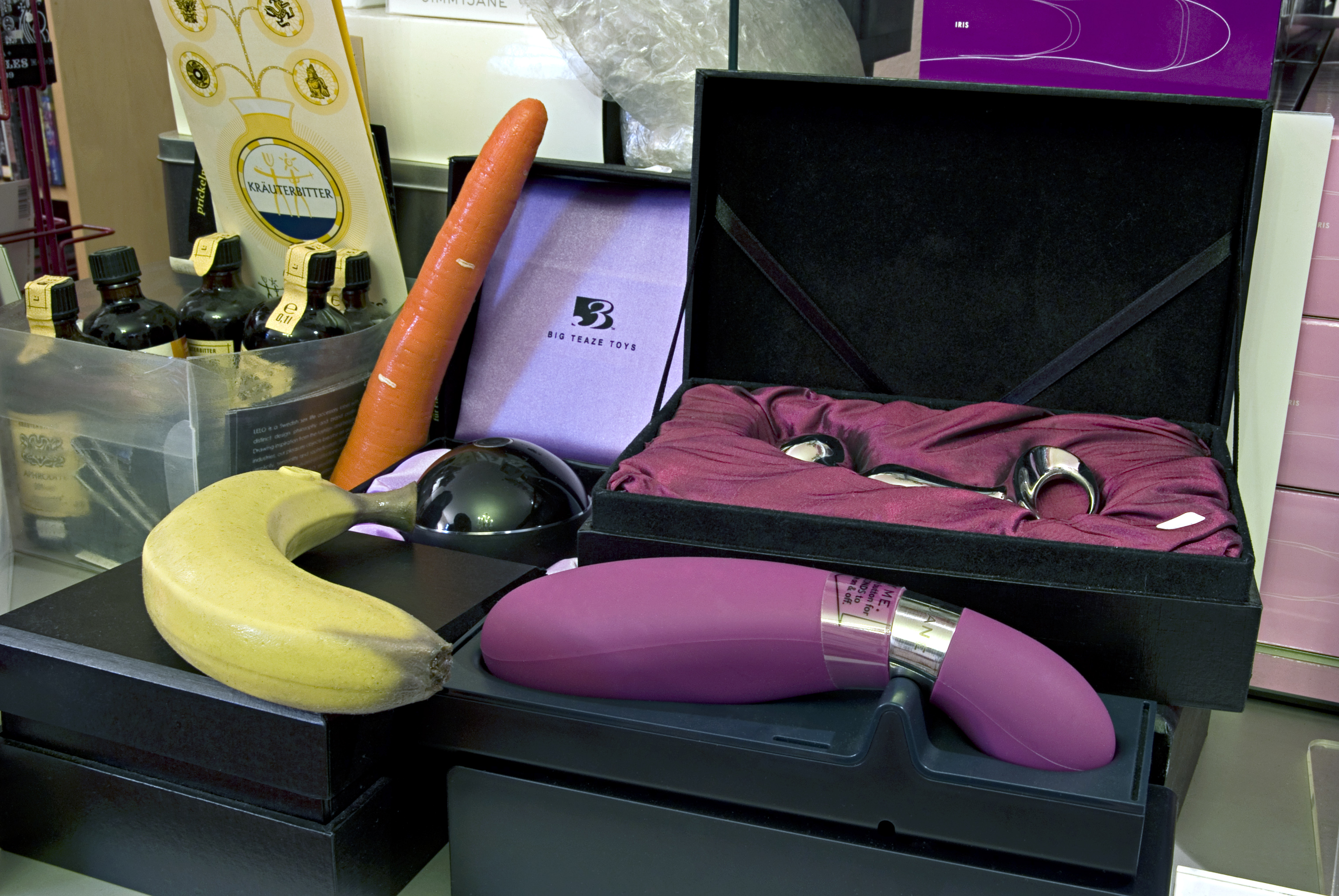
Quelques sex toys dans un sex shop.

Un sex-toy ou jouet sexuel est un objet principalement utilisé pour faciliter et augmenter le plaisir sexuel humain.
Cette désignation peut aussi inclure les appareils de BDSM.
Les sex-toys n'incluent ni la contraception, ni la pornographie, ni les préservatifs ou les digues dentaires.
Par extension, l'expression « sex-toy » peut aussi s'appliquer aux poppers, aux herbes, aux gels, lubrifiants et autres produits vendus dans les sex shops et qui sont supposés augmenter ou prolonger l'acte sexuel.
Il ne doit pas être confondu avec la notion d'objet sexuel, qui revient à considérer l'un des partenaires non pas comme un être humain, mais comme une chose.

## Législations
Dans plusieurs régions du monde, par exemple dans certains États américains, la vente des sex-toys est très réglementée, voire interdite, bien qu'en pratique l'application du règlement soit souvent rare. Néanmoins, les lois existent et interdisent ou réglementent l'usage occasionnel d'« objets obscènes », par exemple dans l'état de l'Alabama par le Anti-Obscenity Enforcement Act, loi qui criminalise la vente de sex-toys.
Parmi les pays ou il est interdit de venir avec des sex-toys on retrouve :
- Arabie saoudite ;
- Émirats arabes unis ;
- Thaïlande ;
- Vietnam ;
- Inde ;
- Iran ;
- Malaisie[2].

En France, la vente d'objets sexuels n'est plus limitée aux magasins spécialisés, les sex shops. On peut aussi acheter toutes sortes de sex-toys sur Internet, dans les supermarchés et certains magasins de produits non spécialisés, qui comportent parfois un rayon présentant de tels produits.

## Types desex-toys

### Masculin et féminin

#### Le chapelet thaï

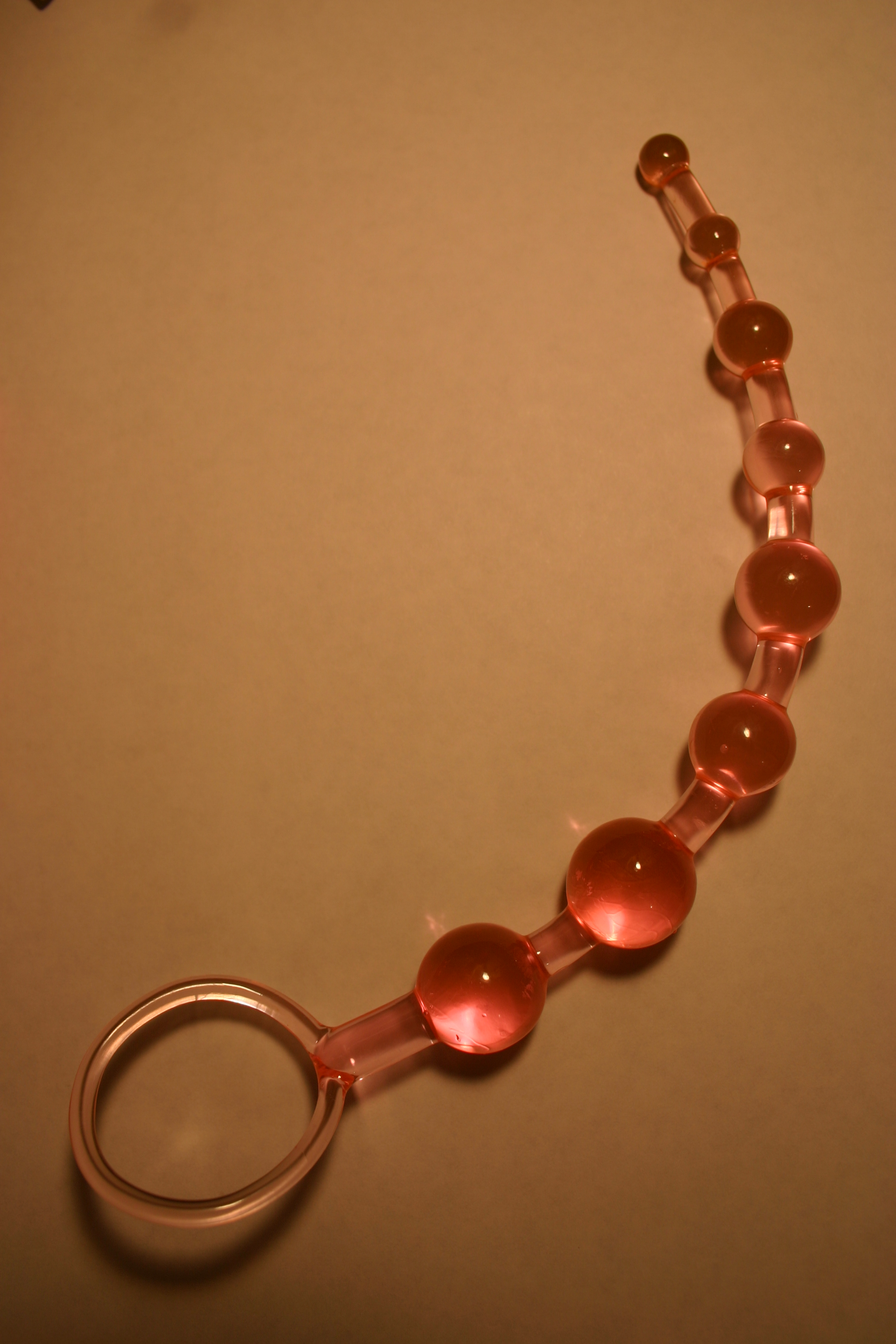
Un chapelet thaï.

Les chapelets thaï, ou perles anales, sont des dispositifs qui se composent d'une corde (souple ou rigide) de perles qui est insérée dans l'anus et puis lentement retirée pour fournir une stimulation. Il est aussi possible de les retirer très rapidement lors de l'orgasme, décuplant ainsi la puissance de celui-ci. Elles peuvent également être utilisées lors d'une relation vaginale pour une double stimulation, ou être partagées entre deux partenaires qui ont la moitié de la corde insérée dans l'anus, tout en jouant chacun avec le sexe de son conjoint.

#### Le rosebud
Le chapelet anal appelé également rosebud ou encore butt plug est un dispositif qui s'insère dans l'anus. Il possède une extrémité évasée et ornée pour empêcher le dispositif d'être perdu à l'intérieur du rectum. C'est un jouet sexuel anal destiné à stimuler les zones érogènes. Chez l'homme il stimule à sa racine le pénis et la prostate. Chez la femme il augmente la pression vaginale. Il en existe une multitude de variantes.

#### Le lubrifiant
Le lubrifiant anatomique est employé pour faciliter le rapport anal ou vaginal, ou comme aide à la masturbation.
Dans le cas d'une relation avec préservatif, il est conseillé d'utiliser un lubrifiant à base d'eau, sans quoi il risque d'endommager le préservatif, et à l'usage de le rompre.

#### La poupée sexuelle
Les poupées sexuelles sont des imitations de la forme humaine destinées à la simulation des actes sexuels. Elles peuvent se composer d'une représentation d'un visage, des fesses, des parties génitales, ou du corps entier. La plupart des poupées sexuelles sont gonflables mais la fin des années 1990 a vu l'apparition de poupées plus élaborées, composées de silicone sur une armature métallique : les poupées moulées. Les love pillows (oreillers sexuels), particulièrement populaires au Japon, sont des oreillers gonflables avec une image grandeur nature d'une star du porno ou d'animes (ils sont aussi dotés de temps en temps d'un orifice pour stimuler la verge).

#### L'anneau à téton
Les anneaux à tétons sont une famille d'outils qui appliquent une pression aux mamelons. Certains peuvent être utilisés comme jouets de BDSM, ou comme éléments de torture. Toutefois, la plupart d'entre eux provoquent une stimulation constante et intense et une augmentation de sensibilité du téton.

### Masculin

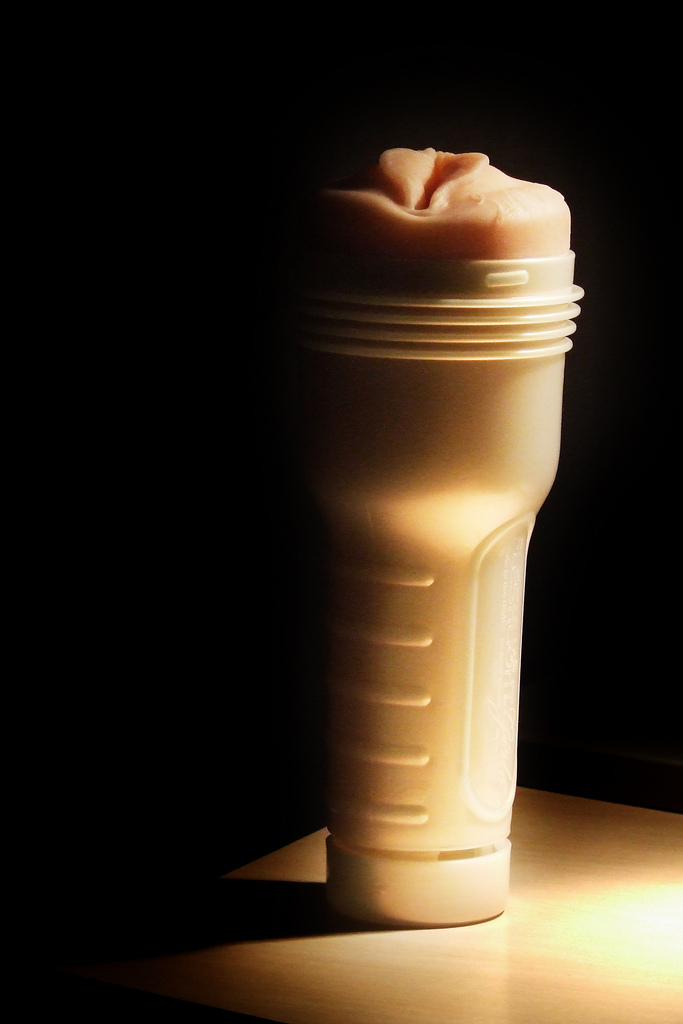
Le masturbateur Fleshlight.

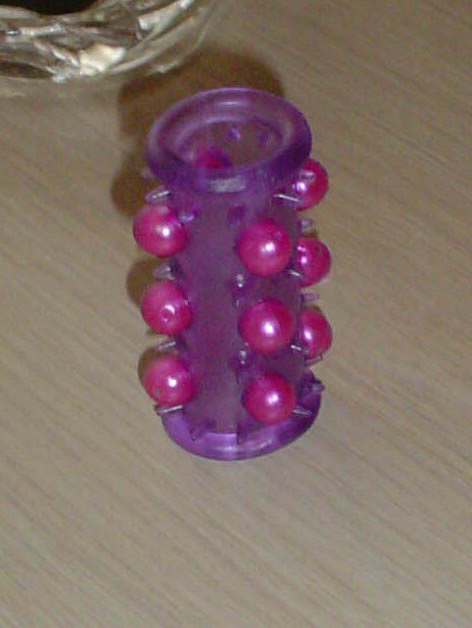
Un fourreau à pénis.

#### Le masturbateur
Un masturbateur ou vagin artificiel (parfois également appelé « vaginette ») est modelé pour simuler un rapport sexuel, en permettant à un pénis de s'y introduire. Il est formé comme un véritable vagin (moulé en latex à partir d'un vagin d'une actrice X).
Une marque américaine « Fleshlight » permet de stimuler le pénis d'une façon similaire à une fellation, un coït vaginal ou anal.
Une marque française « Tomsridix » a développé un simulateur 4D permettant de ressentir l'acte sexuel d'une vidéo érotique. un simulateur plongeant l'utilisateur dans l'action par cette masturbation synchrone (Internet des objets).
Comme les Vaginettes (vagins artificiels), les gaines de masturbation visent à reproduire les sensations ressenties au niveau du pénis lors d'une pénétration (ou, selon les modèles, d'une fellation). Contrairement à celles-ci, elles ne sont pas « réalistes » : elles ne tentent pas de reproduire l'aspect d'un vagin, ou d'un autre organe « pénétrable ». Les œufs et les masturbateurs Tenga en sont un exemple.

#### L'anneau pénien

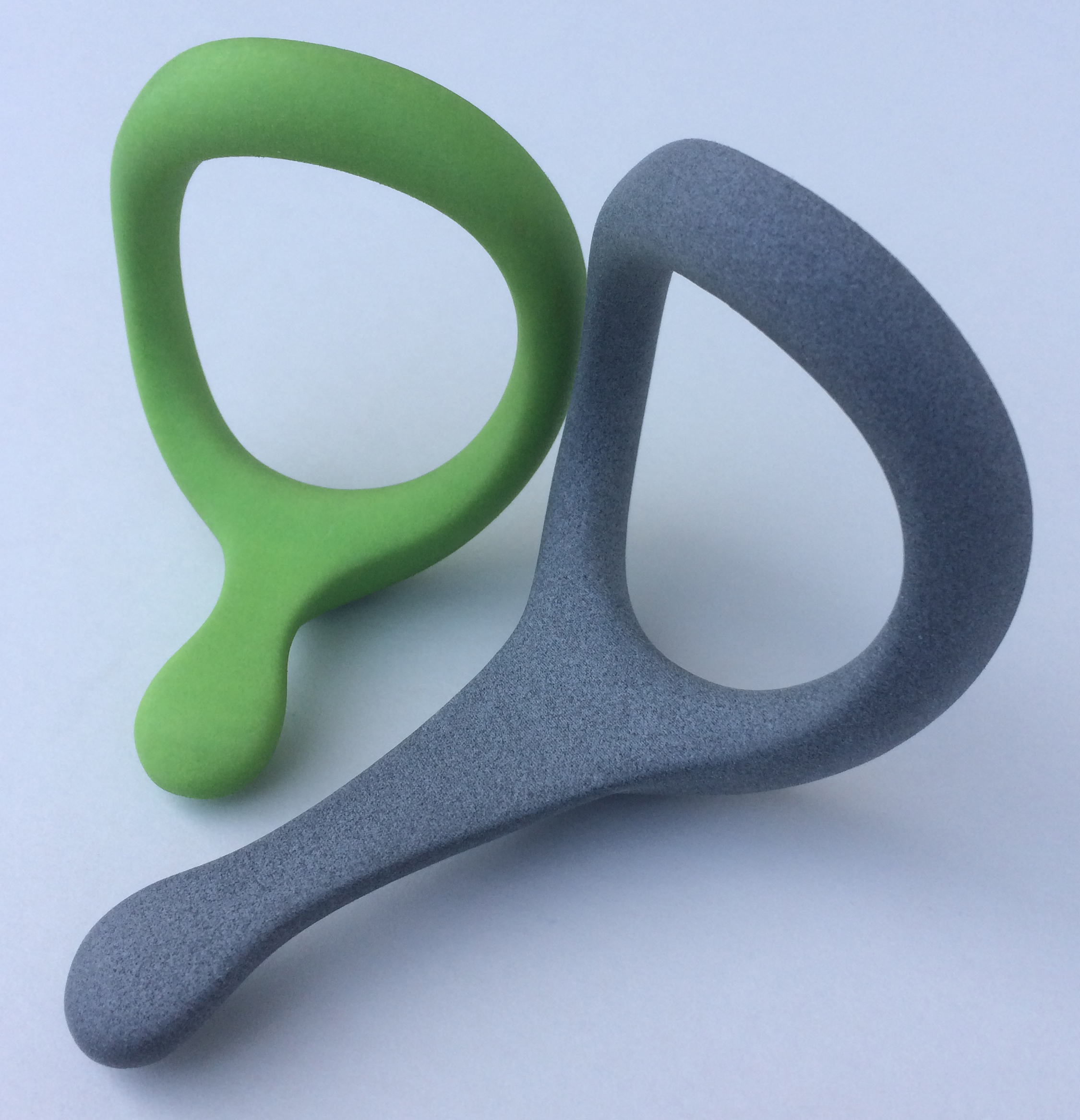
Deux anneaux péniens ergonomiques en nylon, imprimés en 3D, avec des bras pour donner un massage du périnée.

L’anneau pénien, ou cockring en anglais, est employé pour fournir une sensation supplémentaire (à un ou aux deux partenaires) en enveloppant la base du pénis. Cet anneau, placé à la base de la verge avant son érection et utilisé pour augmenter la puissance de celle-ci, peut également être employé pour retarder le début de l'orgasme masculin, ou uniquement maintenir l'érection. Il incorpore parfois une garniture conçue pour stimuler le clitoris.
Une variante est la bague en corne de buffle, placée à la base du gland pénien, qui stimule les parois vaginales grâce à sa texture bosselée.
Connue au Japon depuis l'époque Edo, elle pouvait être en cuir ou en écaille. Le livre Manuels de l'oreiller en répertorie deux sortes : le « rond de trépang », bague simple aux reliefs accentués, et le « rond de résonance », bague munie de boules qui roulent le long des parois vaginales à chaque va-et-vient.

#### Le harnais pénien
Le harnais pénien, ou cock harness en anglais, est un harnais plus raffiné conçu pour être porté autour du pénis et du scrotum. Le but de son utilisation est semblable à celle d'un cockring. Souvent lié aux activités BDSM.

#### Le fourreau pénien
Un fourreau pénien ou fourreau à pénis est un objet cylindrique qui est placé sur l'axe du pénis, dans le but de stimuler de façon croissante la personne pénétrée. Il est souvent doté de bosses souples et de creux pour fournir davantage de stimulation.

#### L'extension de pénis
Une extension de pénis est un dispositif partiellement creux comme un godemichet très court, avec l'extrémité creuse placée sur l'extrémité du pénis, prévue pour augmenter la longueur utile du pénis au profit de la personne pénétrée. Celle-ci est généralement portée avec des préservatifs pour éviter qu'elle se détache pendant son utilisation.

#### La pompe à pénis
La pompe à pénis est une sorte d'épais préservatif pour homme, vibrant ou seulement aspirant.

#### Autres dispositifs
Les stimulateurs du point G masculin (point de la prostate), tel que l'Aneros.
L'utilisation de godemichets est également pratiquée par les hommes, couplée à celle du lubrifiant.
La pose de différents piercings sur le gland du pénis est parfois considérée comme érotique, voire stimulante lors de la pénétration.

### Féminin

#### Le godemichet
Le godemichet ou olisbos (dildo en anglais) est un objet phallique qui ne vibre pas, spécialement destiné à la pénétration, utilisé pour la stimulation sexuelle du vagin ou de l'anus. Il est généralement de la forme d'un pénis et d'un scrotum, mais, comme pour le vibromasseur, peut se décliner en de nombreuses formes, certains contenant par exemple un appendice externe destiné à la stimulation du clitoris.

#### Le gode ceinture
Le gode ceinture ou harnais godemichet est un dildo fixé à un harnais attaché à l'aine et aux hanches pour permettre à une personne de pénétrer son partenaire, comme si le godemichet était le propre pénis du pénétrant. En particulier, il permet à une femme de pénétrer un homme par voie anale, ou une autre femme, par voie vaginale ou anale. Il peut également être employé par les hommes pour pénétrer leur partenaire ; les godemichets ceintures utilisés de cette manière sont généralement creux, plutôt que solides. Le godemichet ceinture permet aussi de jouer avec un outil mieux équipé, ou de pratiquer la double pénétration (s'il est porté par un homme, ou porté par une femme si le godemichet ceinture est double). La ceinture peut aussi comporter, en plus du godemichet externe destiné au partenaire, un ou deux plugs internes destinés au porteur ou à la porteuse de la ceinture.
Le double godemichet est un long (et habituellement flexible) godemichet avec deux extrémités conçues pour la pénétration. Il permet une pénétration mutuelle entre deux personnes. Il peut également être utilisé pour pénétrer à la fois le vagin et l'anus d'une femme.

#### Le vibromasseur
Le vibromasseur, ou vibro, est un dispositif prévu pour stimuler les cellules nerveuses de la zone massée. Les vibromasseurs destinés à une utilisation sexuelle ont souvent la forme d'un godemichet, bien qu'on puisse trouver également une gamme de formes variées permettant un usage interne aussi bien qu'externe (stimulation du clitoris).

#### Les boules de geisha

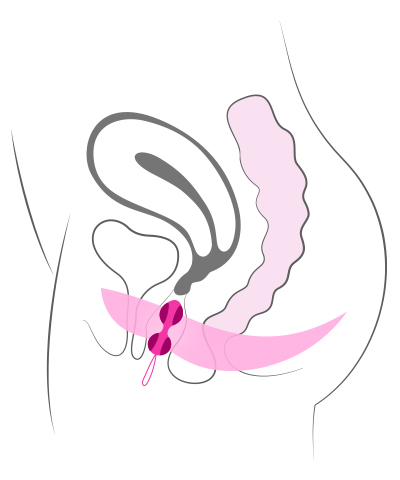
Utilisation de boules de geisha.

Les boules de geisha sont composées de deux boules liées par un fil. Insérées dans le vagin, c'est un des rares objets sexuels qui peut se porter quasiment en toutes circonstances (dans la rue, au travail…). Chaque boule contient une bille métallique qui heurte les parois lors de chaque mouvement, provoquant des vibrations. On trouve des boules de geisha légères ou lourdes, en métal ou en plastique souple, avec des boules internes plus ou moins puissantes et qui font plus ou moins de bruit. Le fait d'avoir peur de se faire détecter par ses voisins (par l'expression de son visage ou par le bruit qu'elles provoquent) peut aussi susciter du plaisir. L'utilisation de boules de geisha est parfois conseillée aux femmes souhaitant remuscler leur plancher pelvien après un accouchement ou en cas d'incontinence .
Le « vibro rabbit » est un vibromasseur en forme de tête de lapin, rendu célèbre grâce à la série Sex and the City. Ses petites oreilles stimulent le clitoris et son godemichet vibre et tourne.
Le « feeldoe » a la même fonction qu’un gode ceinture mais il possède deux têtes, une petite et une grande. La petite est introduite dans le vagin ou dans l'anus de la femme et la grande sert alors de pénis. Ce concept de sextoy a été breveté aux États-Unis par Melissa Mia Kain en 1997.

## Ustensiles médicaux
Des ustensiles médicaux, comme la roulette de Wartenberg, le spéculum et les exercices de Kegel (également connus sous l'appellation de vaginal barbells), sont également utilisés comme jouets sexuels.

## Point de vue médical
La présence de phtalates a été signalée sur un certain nombre de sextoys. Depuis le 3 mai 2011, le parlement français a interdit l'utilisation des phtalates ; cela étant, aucun décret d'application n'est depuis entré en vigueur,. Différentes études scientifiques danoises ont été menées prouvant la toxicité des phtalates.

## L'importance du nettoyage des sex-toys
Les sex-toys doivent être régulièrement nettoyés et entretenus pour éviter des soucis de santé. Ils doivent donc impérativement être nettoyés en utilisant un nettoyant dédié ou un peu d'eau savonneuse et en rinçant à l'eau tiède.
Les sex-toys ne doivent pas être nettoyés avec des produits comme de l'eau de Javel, de la lessive ou des gels antibactériens.

## Représentations culturelles

### En arts plastiques
- La structure gonflable de Paul McCathy, Tree, Place Vendôme, Paris, 2014.

### Au cinéma
- Dans L'Empire des sens, de Nagisa Ōshima (1976), dans une courte scène de groupe, lesbienne et explicite, il est fait usage d'un godemichet (à l'effigie d'un oiseau) par plusieurs servantes de l'auberge sur l'une d'entre elles, au départ réticente, puis cédant au plaisir.
- Dans Attache-moi ! de Pedro Almodóvar (1990), le personnage de Victoria Abril s'amuse dans son bain avec un petit homme-grenouille mécanique qui vient buter dans son entrejambe[11].
- Tanya Wexler, Oh My God ! (Hysteria), Haut et Court, 2011[12].